# Louis Janior
Louis Janior is een historisch motorfietsmerk
Het was een Franse fabriek (1921-1924) die zwaar gebouwde motorfietsen met een 499 cc tweecilinder boxermotor produceerde.